# 舒斯特彗星
舒斯特彗星（106P/Schuster）是一顆週期彗星，於1977年10月9日被發現，並於1992年7月28日重新發現後被確定最終編號。
舒斯特彗星的軌道特徵是與火星的最小軌道相交距離較小，使得1992年9月11日彗星距離火星不到1500萬公里。